# وانغ شياوبو
وانغ شياوبو أو وانغ شياو بو (بالصينية: 王小波)(بالبينيين: Wáng Xiǎobō) ولد بتاريخ 13 مايو 1952 ، وتوفي بتاريخ 11 أبريل 1997. كان روائي صيني معاصر شهير وكاتب من بكين.

## الحياة
خلال الثورة الثقافية انتقل من للعيش من المدن إلى الضواحي والقرى في مقاطعة يونان. درس في جامعة الرينمين الصينية من عام 1978 إلى عام 1982. ذهب إلى الولايات المتحدة لمواصلة تعليمه عام 1984 وحصل على درجة الماجستير من جامعة بيتسبرغ عام 1988. بعد عودته إلى الصين، قام بالتدريس في جامعة بكين وجامعة رينمين الصينية. أصبح كاتبًا مستقلًا في عام 1992. توفي وانغ بنوبة قلبية في بكين في 11 أبريل 1997.

## قائمة الأعمال
كتب وانغ شياوبو العديد من الروايات ومجموعات القصص القصيرة والمقالات، بعضها تُرجم إلى الإنجليزية والفرنسية والإيطالية.

### الروايات
- 《红拂 夜 奔》 الجري بعيدًا في الليل
- 《万寿寺》 مقبرة وان شو
- 《黄金时代》 العصر الذهبي
- 《白银 时代》 العصر الفضي
- 《青铜 时代》 العصر البرونزي
- 《黑铁 时代》 العصر الحديدي
- 《夜里 两点 钟》النصف الثاني في الليل
- 《茫茫 黑夜 漫游》 جولة واسعة
- 《樱桃 红》 أحمر مثل الكرز
- 《寻找 无双》 البحث عن ووشوانغ
- 《三十而立》في الثلاثين
- 《似水 流年》مثل الماء
- 《革命 时期 的 爱情》الحب في زمن الثورة
- 《我 的 阴阳 两 界》عالمي ين ويانغ

### المسرحيات
- 《东宫 · 西宫》القصر الشرقي. القصر الغربي

### مجموعات القصص القصيرة والمقالات
- 《沉默 的 大多数》 الغالبية الصامتة
- 《思维 的 乐趣》 متعة الفكر
- 《我 的 精神 家园》 موطني الروحي
- 《理想 国 与 哲人 王》الوطن المثالي والملك الفيلسوف
- 《爱 你 就像 爱 生命》احبك مثل حبي للحياة
- 《一只 特立独行 的 猪》خنزير منشق

## فيلموغرافيا
- 1997 : فيلم القصر الشرقي، القصر الغربي من إخراج تشانغ يوان، مقتبس من قصته القصيرة بعنوان مشاعر مثل الماء《似水 柔情》 .

## أسلوب ونمط الكتابة

### أسلوب الكتابة
كان يكتب عن حياة الناس والحب، وحتى الجنس حسب طريقه فهمه. لديه رؤية فريدة. ولغته قريبة من الحياة اليومية ولكنها لا تفتقر إلى الأسلوب الادبي. كما قال هو: «. . . أعتقد أن القراء سيتوصلون إلى استنتاج مثل هذا بعد أن يقرؤوا. الموضوع هو حياتنا. وفي الوقت نفسه، سيتفقون على أنه لا يوجد أحد كتب حياتنا بهذه الطريقة. . . لأن حياتنا لا ينبغي أن تكون مثل ما كتبته، ولكن في الواقع، هي كذلك».

### نمط الكتابة
علق بعض الأشخاص على أعمال وانج: برغم متعتها، إلا أنها تفتقر إلى موضوع إيجابي ولا يمكنها إلهامنا، إلخ. ورد وانغ: «رغم أن المؤلف شخص متواضع، لا يمكنه قبول هذه الآراء. أن تكون إيجابيًا هو أحد معاييرنا، لكن لا ينبغي ذكرها دائمًا. أعتقد أن واجبي هو كتابة روايات ممتعة قدر الإمكان، ولا ينبغي أن أضيف بعض المواعظ المتعمدة. نمطي في الكتابة هو كتابة بعض الأعمال لأولئك الذين يقرؤون الروايات، وليس لتعليم الشباب غير المتعلمين. . .»

## روابط خارجية
- موقع وانج شيابو
- أعمال وانغ شيابو
- مقابلة مع وانغ شيابو على يوتيوب
- مقال لمجلة Rue89 (بالفرنسية)
- النشر الإيطالي للرواية القصيرة 2015 (بالإيطالية)
- مقدمة للترجمة الإنجليزية نشرتها جامعة ولاية نيويورك برس